# 부반자주

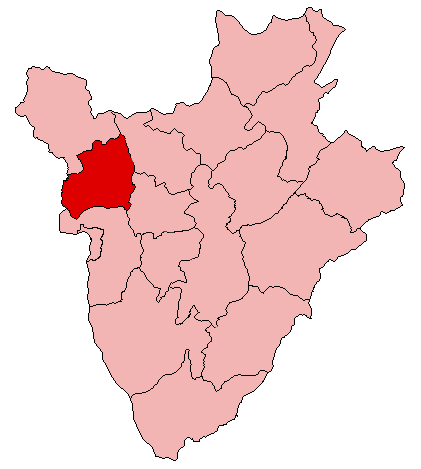
부반자 주의 위치

부반자주(룬디어: IProvense ya Bubanza)는 부룬디 북서부에 있는 주이다. 주도는 부반자이며 면적은 1,089km2, 인구는 289,060명(1999년 기준)이다. 북쪽으로는 치비토케 주, 북동쪽으로는 카얀자 주, 남동쪽으로는 무람비야 주, 남쪽으로는 부줌부라 교외주, 서쪽으로는 콩고 민주 공화국 남키부 주와 접하며 5개 코뮌(부반자, 기항가, 음판다, 무시가티, 루가지)을 관할한다.